# Philippus de Caserta
Pour les articles homonymes, voir Caserta (homonymie).
Philippus de Caserta ou Philipoctus de Caserta ou Filippo da Caserta (dates inconnues, fin du XIVe siècle) est un musicien, compositeur, et théoricien associé au style de l'ars subtilior.

## Biographie
Philippus de Caserta, probablement natif de Caserte comme l'indique son nom ou de la région de Naples, aurait été actif à la cour de l'antipape Clément VII vers 1370 à Avignon auquel il dédie sa ballade Par les bons Gedeons et Samson vers 1385. Certains musicologues considèrent qu'il pourrait être Philippus Roberti, le maître de chapelle du pape à Avignon en 1379, d'autres qu'il n'aurait jamais quitté l'Italie et travaillait pour le pape depuis la ville de Fondi où celui-ci avait été élu. Il est principalement connu pour sa ballade En atendant souffrir m'estuet grief payne dédiée à Barnabé Visconti, dont le thème fut par la suite repris par Matteo da Perugia pour le gloria de En attendant ou par Guillaume Dufay dans la sequenza de Gaude Virgo. Il a lui-même repris des textes et des thèmes de Guillaume de Machaut dans En remirant et De ma dolour.
Philippus de Caserta est considéré comme l'un des précurseurs, si ce n'est le créateur, de la syncoptation qu'il utilise dans ses compositions à trois voix. Il serait également l'auteur de cinq traités sur le contrepoint, bien que cela soit discuté entre musicologues, dont le Tractarus figurarum et reste associé intimement à la période de composition dite de l'ars subtilior.

## Œuvres
Ballades
- De ma dolour
- En attendant souffrir dédié à Barnabé Visconti
- En remirant vo douce pourtraiture
- Il n'est nulz homs
- Par le grant senz d'Ariane la sage dédié à Louis II d'Anjou[7]
- Par les bons Gedeons et Samson (ca. 1370) dédié à  Clément VII[8]

Autres
- Credo
- Rondeau, Espoir dont tu m'as fayt (controversé)